# Косые (Тверская область)
Косые — деревня в Оленинском муниципальном округе Тверской области.

## География
Находится в юго-западной части Тверской области на расстоянии приблизительно 10 км на восток-юго-восток по прямой от административного центра округа поселка Оленино.

## История
Показана еще на карте Менде (состояние местности на 1848 год). В 1859 году здесь (тогда деревня Ржевского уезда Тверской губернии) было учтено 5 дворов, в 1939 — 15. До 2019 года входила в состав ныне упразднённого Гришинского сельского поселения.

## Население
Численность населения: 48 человек (1859 год), 11 (русские 100 %) в 2002 году, 1 в 2010.